# Neten Zangmo
Neten Zangmo née le 23 septembre 1961 à Bumthang  est une haute fonctionnaire et une femme politique du gouvernement bhoutanais . Elle a dirigé la Commission anti-corruption du Bhoutan et a été la première femme du pays à recevoir le titre de Dasho pour son travail. A partir du 29 mai 2017, elle est à la tête du parti politique social-démocrate Bhutan Kuen-Nyam Party ,, jusqu'à sa démission  en 2020.

## Études
Neten Zangmoe a poursuivi ses études au Sherubtse College, implanté à Kanglung  dans le district de Trashigang, l'un des vingt dzongkhags qui constituent le Bhoutan.Le collège Sherubtse a été le premier collège accrédité au Bhoutan. Il avait été fondé en 1966 par un groupe de jésuites sous la direction de William J. Mackey. Le principe qui a influencé le développement d'un système universitaire était la priorité du gouvernement pour un développement équitable . En 2003, il a été intégré dans l'Université royale du Bhoutan, qui a englobé toutes les écoles postsecondaires publiques du Bhoutan. Cette université a été créée pour consolider la gestion de l'enseignement supérieur au Bhoutan. C'est dans l' université décentralisée du collège d'ingénierie sous l'Université Royale du Bhoutan à Rinchending, Phuntsholing, que  Norbu Wangzom fut étudiante.

## Carrière administrative
Neten Zangmo a commencé sa carrière administrative  dans l'État du Bhoutan en 1985 en tant que stagiaire affectée au service national et elle a ensuite gravi les échelons du ministère de l'Éducation. Entre 1986 et 1989, elle a  été nommée vice-principale de l'école polytechnique royale du Bhoutan; puis entre 1990 et 1992, elle fut directrice de cette institution. Le 19 octobre 1990, elle a rejoint le Royal Technical Institute, où elle est devenue directrice jusqu'en 1995, pour prendre le poste la directrice de la Commission de planification en 1996, qu'elle  a occupé  jusqu'en 1999.

## Carrière politique
Entre 1999 et 2003, elle a été affectée du secrétariat du Cabinet, et entre 2003 et 2006 elle fut nommée secrétaire d'État au ministère des Affaires étrangères. Elle a été nommée par le roi Jigme Singye Wangchuck à la présidence de la Commission anticorruption le 4 janvier 2006 ,.
En qualité de chef de la Commission anti-corruption, elle s'est lancée, comme Dorji Choden l'avait fait en 2006, dans une campagne acharnée, en ouvrant des dossiers sur de nombreuses personnalités. Dans un pays où la corruption ne portait pas de stigmatisation, elle s'est employée à sensibiliser le public en même temps. Elle a fait face à des menaces et des insultes dans le processus. Cependant, le roi du Bhoutan, Jigme Khesar Namgyel Wangchuck, l'a soutenue et lui a décerné le titre de Dasho, faisant d'elle la première femme à atteindre le titre.
Elle a été décrite comme "la Dame de fer du Bhoutan" dans les sources  et pour être la légende de  "la femme la plus importante du pays" par Bunty Avieson.